# Erieta Attali
Erieta Attali (Tel Aviv, 1966) è una fotografa israeliana.
Fotografa di fama internazionale, è famosa soprattutto per le sue riproduzioni di opere architettoniche. I suoi lavori sono stati esposti in diversi musei negli Stati Uniti, in Giappone e in Europa (Grecia, Danimarca, Finlandia ma non solo).

## Biografia
Nata a Tel Aviv, ha tuttavia studiato al Goldsmiths College (Università di Londra, in Gran Bretagna).
Nel 2000 ha ricevuto il Fulbright Artist Award per i suoi scatti del mondo dell'architettura, dopo aver speso un anno come Visiting scholar alla Columbia University (New York, corso di Architettura e Pianificazione). Nel 2002 riceve, dopo una serie di scatti dal tema "l'architettura giapponese contemporanea in vetro", il Japan Foundation Artist Fellowship. Sempre nel 2002 passa un periodo - con il medesimo status di visiting scholar - alla Waseda University di Tokyo.
Nel 2004 viene premiata dalla Graham Foundation (Chicago), per l'esibizione itinerante "Reflected Transparency: Contemporary Architects Working in Glass" curata da Botond Bognar.
Dal 1992 al 2002 ha lavorato nel campo della fotografia "archeologica", principalmente come specialista in "fotografie nei funerali d'epoca" per famosi musei europei come il British Museum, la National Gallery (entrambi a Londra), il Museo archeologico di Napoli, il Museo archeologico di Izmir ed altri vari musei in Grecia.
Nel 1998 molti suoi lavori cominciarono ad essere pubblicati in vari libri e periodici come Casabella, 2G, Quaderns, Harvard Design Magazine e Bauwelt. 
Dal 2003 ricopre il ruolo di professore associato di "Fotografia dell'architettura" alla scuola di Architettura e Pianificazione della Columbia University, New York.
Attualmente sta lavorando per tre monografie: "Scandinavian Contemporary Architecture", "South American Contemporary Architecture" e "the architecture firm Smith Miller & Hawkinson" negli Stati Uniti. La sua monografia “Landscape as Architecture”, una collezione di lavori selezionati di 35 architetti di tutto il mondo che si avvale della collaborazione di figure accademiche importanti come Juhani Pallasmaa, Kenneth Frampton, Alessio Assonitis, Dimitris Filippidis, Jilly Traganou, Roland Hagenberg, è stata pubblicata dalla Columbia University Press nel Novembre 2010.